# Parasinilabeo
Parasinilabeo es un género de peces de la familia Cyprinidae y de la orden de los Cypriniformes. Es endémico de China.

## Especies
El género tiene 6 especies reconocidas:
- Parasinilabeo assimilis H. W. Wu & Yao, 1977
- Parasinilabeo longibarbus Y. Zhu, C. Lan & E. Zhang, 2006
- Parasinilabeo longicorpus E. Zhang, 2000
- Parasinilabeo longiventralis Y. F. Huang, X. Y. Chen & J. X. Yang, 2007
- Parasinilabeo maculatus E. Zhang, 2000
- Parasinilabeo microps (R. F. Su, J. X. Yang & G. H. Cui, 2001)